# Gustavo de Sayn-Wittgenstein-Hohenstein
Gustavo de Sayn-Wittgenstein-Hohenstein (en alemán: Gustav zu Sayn-Wittgenstein-Hohenstein) (14 de abril de 1633 en Fráncfort del Meno-22 de junio de 1700 en Marburgo) es conde de Sayn-Wittgenstein-Hohenstein en Kletenberg. 

## Biografía
Es el cuarto hijo del conde Juan VIII de Sayn-Wittgenstein-Hohenstein (1601-1657) y de su esposa, la condesa Ana Augusta de Waldeck-Wildungen (1608-1658), hija del conde Cristián von Waldeck-Wildungen (1585-1637) y de la condesa Elizabeth von Nassau-Siegen (1584-1661).

## Familia
El 12 de agosto de 1657, Gustavo se casó con Huguenot Anna Helene de la Place (* 1634, † 24 de febrero de 1705), hija del conde Franz de Machaut, señor de Verriére y Berliére. [6]
El matrimonio dio lugar a un total de 13 descendientes, algunos de los cuales murieron en la infancia:
- Henrich Albrecht (1658-1723)
- Karl Friedrich (nacido el 7 de febrero de 1661, † 25 de mayo de 1686 en Viena)
- Charlotte (nacida el 2 de enero de 1661, † 9 de febrero de 1725)
- August David (1663-1735)
- Amalia (* 1664; † 1724)
- Johann Ludwig (* 1665, † 1676)
- Anna Sophia (nacida el 12 de julio de 1667)
- Henriette (nacida el 22 de abril de 1669)
- Otto Wilhelm (nacido el 11 de septiembre de 1670, † 24 de )
- Magdalena Luisa (* 3 de marzo de 1672; † 3 de marzo de 1705)
- Mauricio (nacido el 16 de noviembre de 1674, † 14 de agosto de 1676)
- Leopoldo (nacido el 30 de junio de 1676, † 30 de agosto de 1676)
- Fernando (nacido el 30 de junio de 1676, † 6 de septiembre de 1676)

- Datos: Q31192943
- Multimedia: Gustav Otto, Count of Sayn-Hohenstein / Q31192943